# Le Cœur et l'Esprit
Pour plus de détails, voir Fiche technique et Distribution.
 Le Cœur et l'Esprit (titre original : Hearts and Minds) est un film documentaire américain réalisé par Peter Davis, à propos de la guerre du Viêt Nam.
Le documentaire a obtenu l'Oscar du meilleur film documentaire en 1975.

## Origine du titre
Le titre vient directement d'un discours du président Lyndon Johnson qui déclara, en tentant de justifier l'envoi de soldats au Viêtnam, que « l'ultime victoire ne se gagnerait qu'avec le cœur et l'esprit des hommes qui vivent là-bas ».

## Fiche technique
- Titre original : Hearts and Minds
- Réalisateur : Peter Davis
- Producteur : Henry Jaglom, Bert Schneider et Peter Davis[2]
- Studios : Touchstone Pictures
- Distribution : Warner Bros.
- Montage : Lynzee Klingman, Susan Martin
- Durée : 112 minutes
- Dates de sortie :
  - France : 1974 (Festival de Cannes)
  - Suède : 17 novembre 1975
  - États-Unis : début 1975

## Autour du film
Le Cœur et l'esprit a été projeté au Festival de Cannes en 1974, où il a reçu un accueil favorable, mais sa distribution aux États-Unis n'a pas été facile, le réalisateur ayant du changer de distributeur devant les pressions.

## Nominations et récompenses
La remise de l'Oscar du meilleur documentaire en 1975 fut conspuée par une partie de la salle, alors que l'autre partie applaudissait. Le maitre de cérémonie, Frank Sinatra, a dénoncé publiquement le film et la récompense obtenue,.